# دراهوبوز
دراهوبوز (به چکی: Drahobuz) یک منطقهٔ مسکونی در جمهوری چک است که در ناحیه لیتومیریتسه واقع شده‌است. دراهوبوز ۹٫۹۷ کیلومتر مربع مساحت و ۲۴۵ نفر جمعیت دارد و ۱۷۶ متر بالاتر از سطح دریا واقع شده‌است.